# Cap Finisterre
Pour les articles homonymes, voir Finisterre.
Le cap Finisterre (Cabo Fisterra en galicien) est un promontoire de granite d’une longueur de 600 m, situé dans la province de La Corogne à l’ouest de la Galice en Espagne, au nord-ouest de la péninsule Ibérique.
À dix-huit kilomètres au nord (43° 03′ 20″ N, 9° 17′ 57″ O) se situe le cap Touriñan qui est le point le plus occidental d’Espagne continentale, mais non celui d’Europe continentale, ce dernier étant en effet le Cabo da Roca, au nord de Lisbonne (Portugal) (38° 46′ 50″ N, 9° 30′ 01″ O).

## Histoire
À l'époque protohistorique, le cap faisait partie du territoire d'un peuple celte, les Artabres.
Le Cap Finisterre a été le théâtre de quatre batailles :
- une bataille en 1509 entre les Portugais et les Français ;
- deux batailles en mai puis octobre 1747 entre les Anglais et les Français, au cours de la guerre de Succession d'Autriche ;
- une bataille en 1805, entre les Britanniques et les Franco-espagnols (Troisième Coalition), appelée « bataille navale des Quinze-Vingt ».

## Le phare

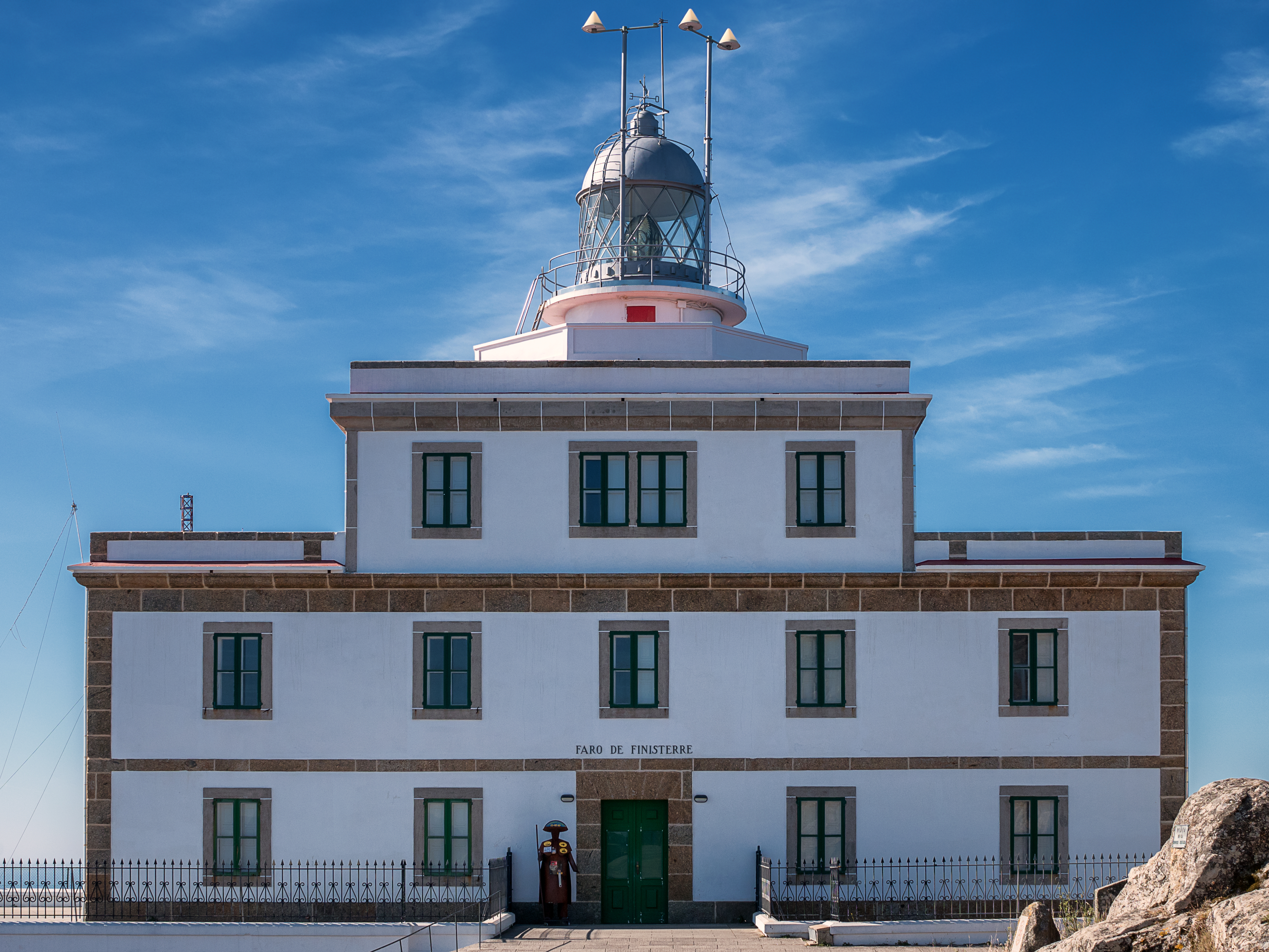
Le phare.

Le phare a été construit en 1853. La tour mesure 17 mètres et la portée de sa lampe, située à 143 mètres au-dessus du niveau de la mer, atteint plus de 30 milles nautiques. La tour, faite de pierre, est de base octogonale et se termine sur une corniche qui soutient le balcon. Le haut de la tour est un dôme polygonal contenant la lampe.
Le constant brouillard d'hiver a nécessité l'ajout d'une sirène en 1888, destinée à avertir les marins du danger.
Pourtant, le Cap Finisterre a été le théâtre de naufrages, comme en 1870, lorsque le Capitan Monitor a coulé en emportant 482 personnes de son équipage dans l'accident le plus dramatique de cette côte appelée « la côte de la mort ».
En plus du phare, pour canaliser le trafic, dense dans le secteur, un dispositif de séparation du trafic a été mis en place en 1993 au large du cap (à 18 milles des côtes), définissant des rails à suivre afin de réduire le risque d'abordage, puis agrandi.

## Pèlerinage

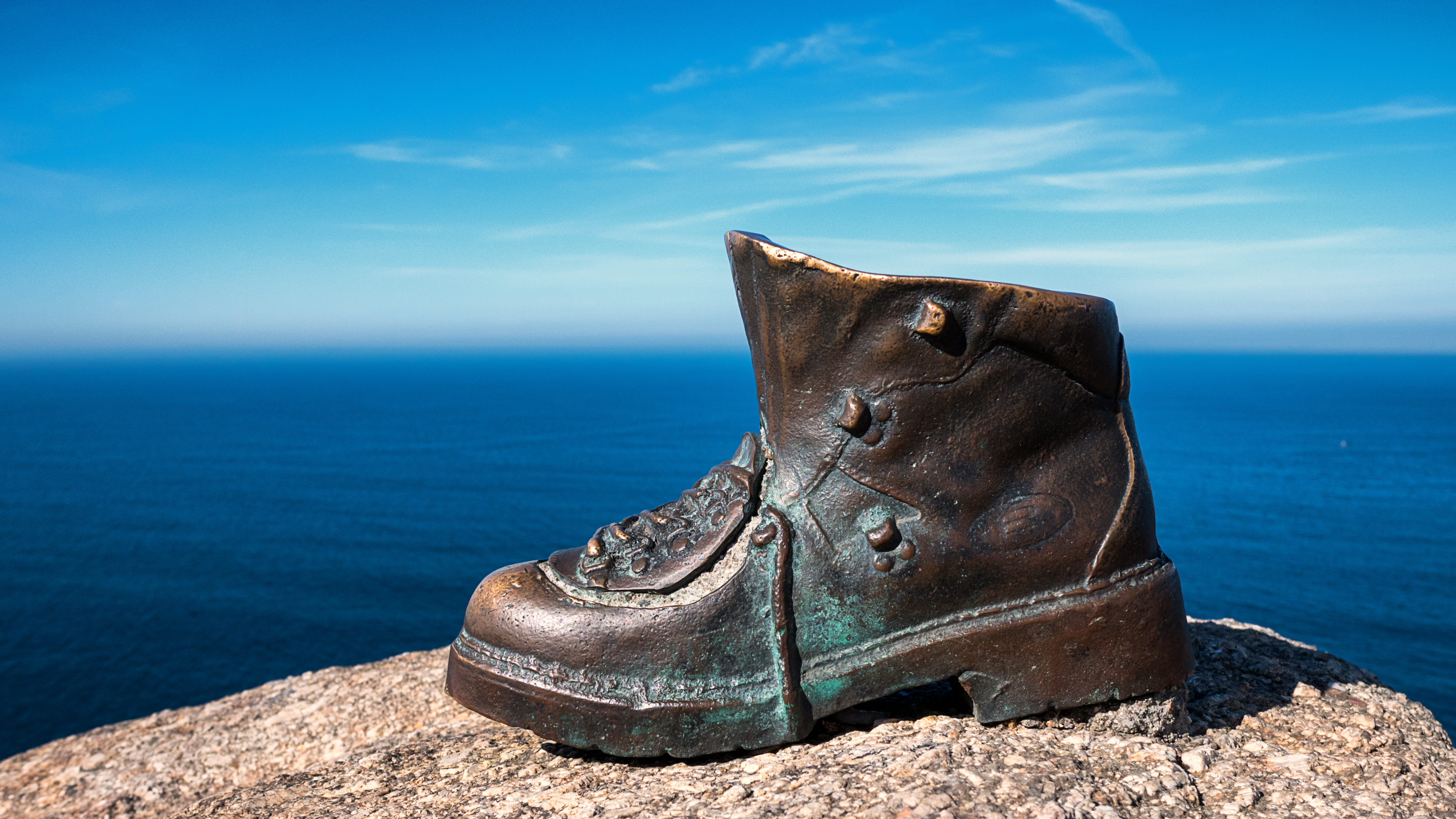
Sculpture d'une botte de pèlerin au Cap du Finisterre (dernière station du Chemin de Saint-Jacques).

Le cap Finisterre est la destination finale pour de nombreux pèlerins de Saint-Jacques-de-Compostelle. Situé à environ 90 km de la cathédrale, il est le théâtre d’une récente tradition chez les pèlerins : brûler leurs vêtements ou leurs chaussures, ou plus simplement laisser ces dernières en offrande, à la tombée du jour[réf. souhaitée].
L’origine de cet ajout au pèlerinage est incertaine ; néanmoins, les spécialistes imaginent une origine préchrétienne vraisemblablement associée au statut de « fin du monde connu » de ce lieu. La tradition s’est perpétuée du Moyen Âge jusqu’à nos jours.